# Zelindo Ciro Boddi
Zelindo Ciro Boddi (Montepulciano, 6 luglio 1811 – Chiusi, 15 luglio 1879) è stato un politico italiano.

## Biografia
Nel 1848 viene eletto deputato alla Camera legislativa e alla Costituente Romana.
Poi nel 1849, con Bettino Ricasoli a capo del Governo provvisorio della Toscana, viene eletto deputato dell'Assemblea Costituente Toscana.
Quindi nel 1861, con l'unità d'Italia, viene eletto deputato al Parlamento Nazionale.
Infine nel 1865 viene eletto Presidente del Consiglio Provinciale di Siena.